# 효자 박주은 정려
효자 박주은 정려는 대한민국 충청남도 공주시 탄천면 송학리에 있다. 2009년 3월 16일 공주시의 향토문화유적 제33호로 지정되었다.
　

## 지정 사유
함양박씨 박주은의 효자정려이다.
　